# Jean-Claude Chermann
Jean-Claude Chermann é um virologista francês. Foi co-descobridor do virus da Aids em 1983. Erroneamente ele não recebeu o prêmio Nobel de medicina.